# Герард Денгофф (воєвода поморський)
Герард Денгофф (Gerard Denhoff, 15 січня 1590 — 23 грудня 1648) — державний і військовий діяч, урядник, дипломат Речі Посполитої.

## Життєпис
Походив з німецького шляхетського роду Денгоффів власного гербу. Третій син Герарда Денгоффа, воєводи дерптського, і Маргарити фон Цвайлфельн. Народився 1590 року. Після здобуття домашньої освіти опинився при двору курфюрства Бранденбурга, де здобув військову освіту. По поверненню на батьківщину отримав чин ротмістра. Нетривалий час подорожував Європою.
У 1621 році призначено полковником німецьких рейтар. За власний кошт зібрав загін у 200 рейтар. Діяв спочатку в Королівській Пруссії, де здійснював охорону від шведів. Того ж року брав участь у Хотинській битві проти османів. У 1624—1625 роках діяв знову проти шведів в Королівській Пруссії. У 1629 році звитяжив при обороні Торуня. Того ж року оженився на представниці магнатського роду Опалінських.
У 1632 році за дорученням короля Владислава IV Вази їздив з посланцем до данського короля Кристіана IV. Метою поїздки було встановлення союзних стосунків проти Швеції. Невдовзі стає радником короля з питань Балтії. Протягом 1630-х років отримав староства мальборкське, косьцежинське, адезельке, феллінське, люцинське.
Денгофф також усіляко підтримував королівські ідеї щодо розвитку морського флоту Речі Посполитої. У 1635 році був призначений членом і головою королівської військово-морської комісії, брав участь у відновленні і розвитку флоту. Того ж року отримав титул графа Священної Римської імперії. 1636 року отримав Мальборкську економію. Разом з великим канцлером коронним Єжи Оссолінським 1637 року створив проект створення морської митниці в Гданську. Наприкінці того ж року призначається королівським представником в цьому місті.
1642 року стає каштеляном Гданська. Того ж року брав участь в екстрординарному сеймі. 1643 року Герард Денгофф призначається воєводою поморським і підскарбієм Прусської землі. 1645 року відправлено посланцем до Франції, де домовлено про шлюб Владислава IV на Марії Луїзі Ґонзаґа. 1646 року стає маршалком двору нової королеви Речі Посполитої. 1648 року після смерті короля підтримував кандидатуру його брата Яна Казимира, але Герард Денгофф помер ще до відкриття елекційного сейму того ж року.

## Родина
Перша дружина — Катерина, донька Петра Опалінського, крайчого великого коронного. Дітей не було.
Друга дружина — Сибіла Маргарита, донька Йоганна Кристіана П'яста, князя бжезького, легніцького і сцинавського. Діти:
- Владислав (1639—1683), воєвода поморський
- Катерина Ядвіга (д/н—до 1668), дружина: 1) Людвика Вейхера воєводи мальборкського; Войцеха Костянтина Брези, воєводи познанського
- Констанція Анна, дружина 1) Яна Коса, воєводи хелмінського; 2) Яна Ігнація Баковського, воєводи мальборкського
- Сибіла, дружина Пйотра Жихлінського, підкоморія каліського